# Michael Neumayer
Michael Neumayer (* 15. Januar 1979 in Bad Reichenhall) ist ein ehemaliger deutscher Skispringer. Er gewann bei den Olympischen Winterspielen 2010 in Vancouver sowie bei den Nordischen Skiweltmeisterschaften in Oberstdorf 2005 und in Val di Fiemme 2013 mit der deutschen Mannschaft jeweils die Silbermedaille im Mannschaftswettbewerb.

## Werdegang
Michael Neumayer stammt aus Bad Reichenhall, wo er beim SK Bad Reichenhall im Bereich Ski Alpin seine ersten Erfahrungen im Wintersport sammelte. Erst im Alter von 13 Jahren besuchte er mit seiner Mutter die Sprungschanzen am Kälberstein im wenige Kilometer entfernten Berchtesgaden, um Skispringen „mal auszuprobieren“. Nach eigenen Angaben war damals „Talent [...] keines erkennbar“, trotzdem wechselte er in der Folge zum Skispringen zum SK Berchtesgaden und an die CJD Christophorusschulen Berchtesgaden.
Nach dem Schulabschluss arbeitete er als Steuerfachangestellter in der väterlichen Steuerkanzlei, bevor er 2004 ein Studium der Betriebswirtschaftslehre an der Fachhochschule Kempten begann. Auch um Sport und Studium besser vereinbaren zu können, zog Neumayer in den Oberstdorfer Ortsteil Schöllang. Die Nähe zu Oberstdorf bietet ihm gute Trainingsbedingungen ohne lange Fahrtzeiten. Seine bisher größten sportlichen Erfolge sind die Silbermedaillen im Mannschaftsspringen von der Normalschanze bei der Nordischen Skiweltmeisterschaft 2005 in Oberstdorf sowie 2013 im Val di Fiemme.
An seinem 27. Geburtstag gewann er überraschend mit seinen Mannschaftskameraden (Alexander Herr, Michael Uhrmann und Georg Späth) bei der Skiflug-Weltmeisterschaft 2006 in Bad Mitterndorf (Kulm) die Team-Bronze-Medaille.
Bei den Olympischen Winterspielen 2006 in Turin war er mit Platz elf zweitbester Deutscher von der Normalschanze. Bei einer bloßen Addition der Weiten aus den beiden Durchgängen hätte Neumayer den ersten Platz belegt. Neumayers Trainer Peter Rohwein erklärte hierzu: Allein nach Metern wäre Michael Neumayer Olympiasieger geworden. Also haben wir nicht alles falsch gemacht. Aber Landung und Ästhetik entsprachen nicht dem, was die Punktrichter gerne sehen.
In die Saison 2006/07 startete er mit einem vielversprechenden fünften Platz beim Auftaktspringen in Kuusamo, zog sich dann aber vor dem zweiten Springen in Lillehammer einen Kreuzbandriss zu, weshalb er für die gesamte Saison ausfiel. Neun Monate später gab er beim Sommer Grand Prix in Zakopane sein Comeback und konnte auf Anhieb den ersten Durchgang für sich entscheiden und in der Gesamtwertung den sechsten Platz erringen.
Beim Neujahrsspringen der Vierschanzentournee 2007/08 in Garmisch-Partenkirchen landete er mit dem dritten Rang erstmals im Rahmen eines Weltcupspringens auf dem Podium. In der Gesamtwertung der Tournee erreichte er ebenfalls den dritten Platz. Gut zwei Jahre später ersprang er am 6. Februar 2010 beim Springen auf der Mühlenkopfschanze in Willingen im Rahmen der FIS-Team-Tour 2010 zum zweiten Mal in seiner Karriere den Bronzerang bei einem Weltcupspringen. Am Folgetag gewann er mit der deutschen Mannschaft, zu der außer ihm auch noch Pascal Bodmer, Martin Schmitt und Michael Uhrmann gehörten, das Team-Springen auf derselben Schanze.
Für diesen Erfolg wurde er von Bundespräsident Köhler mit dem Silbernen Lorbeerblatt ausgezeichnet.
Bei den Olympischen Winterspielen 2010 in Vancouver erreichte er im Springen von der Normalschanze den 16. und von der Großschanze den 6. Platz. Im Olympischen Teamspringen gewann Neumayer zusammen mit Andreas Wank, Martin Schmitt und Michael Uhrmann Silber.
Am 27. Februar 2011 errang Michael Neumayer bei der Nordischen Ski-WM in Oslo zusammen mit Martin Schmitt, Michael Uhrmann und Severin Freund die Bronzemedaille im Teamwettbewerb auf der Normalschanze. Knapp zwei Jahre später verbesserte er beim Skifliegen auf den Vikersundbakken in Vikersund am 27. Januar 2013 den deutschen Rekord um einen Meter auf 231 Metern. Bei diesem Wettbewerb erreichte er mit Platz zwei seine bisher beste Weltcupplatzierung.
Bei den Nordischen Skiweltmeisterschaften 2013 in Val di Fiemme gewann er mit seinen Teamkollegen Andreas Wank, Severin Freund und Richard Freitag hinter Österreich die Silbermedaille im Mannschaftswettbewerb von der Großschanze, nachdem dem norwegischen Team nachträglich für eine Fehlberechnung des Anlaufes die Silbermedaille aberkannt wurde. Der Vorsprung vor den nun drittplatzierten Polen betrug nur 0,8 Punkte.
In der Weltcup-Saison 2014/15 erreichte Neumayer als viertbester Deutscher den 13. Platz bei der 63. Vierschanzentournee. Zwei Wochen später gewann er gemeinsam mit Marinus Kraus, Richard Freitag und Severin Freund in Zakopane seinen vierten und letzten Weltcup-Sieg mit dem Team.
Am 16. März 2016 gab Neumayer das Ende seiner Karriere bekannt.
Seit dem Winter 2018/19 arbeitet er für die FIS als Koordinator des Continental Cups in der Nordischen Kombination.

## Privates
Neumayer lebt heute mit seiner Frau, einer Tochter und einem Sohn in Fischen im Allgäu und arbeitet als Steuerfachangestellter.

## Erfolge

### Weltcupsiege im Team
| Nr. | Datum             | Ort       | Typ         |
| --- | ----------------- | --------- | ----------- |
| 1.  | 7. Februar 2010   | Willingen | Großschanze |
| 2.  | 30. November 2012 | Kuusamo   | Großschanze |
| 3.  | 9. März 2013      | Lahti     | Großschanze |
| 4.  | 17. Januar 2015   | Zakopane  | Großschanze |

### Grand-Prix-Siege im Einzel
| Nr. | Datum           | Ort    | Typ         |
| --- | --------------- | ------ | ----------- |
| 1.  | 28. August 2015 | Hakuba | Großschanze |

### Grand-Prix-Siege im Team
| Nr. | Datum          | Ort          | Typ           |
| --- | -------------- | ------------ | ------------- |
| 1.  | 6. August 2005 | Hinterzarten | Normalschanze |

### Continental-Cup-Siege im Einzel
| Nr. | Datum           | Ort           | Typ           |
| --- | --------------- | ------------- | ------------- |
| 1.  | 12. Januar 2002 | Bischofshofen | Großschanze   |
| 2.  | 16. März 2002   | Vikersund     | Normalschanze |
| 3.  | 31. Juli 2005   | Oberstdorf    | Großschanze   |

### Continental-Cup-Siege im Team
| Nr. | Datum              | Ort     | Typ         |
| --- | ------------------ | ------- | ----------- |
| 1.  | 30. September 2001 | Oberhof | Großschanze |

## Statistik

### Weltcup-Platzierungen
| Saison  | Platz | Punkte |
| ------- | ----- | ------ |
| 2000/01 | 81.   | 001    |
| 2001/02 | 52.   | 039    |
| 2002/03 | 38.   | 092    |
| 2004/05 | 22.   | 259    |
| 2005/06 | 24.   | 205    |
| 2006/07 | 50.   | 045    |
| 2007/08 | 16.   | 507    |
| 2008/09 | 19.   | 353    |
| 2009/10 | 20.   | 285    |
| 2010/11 | 22.   | 306    |
| 2011/12 | 21.   | 236    |
| 2012/13 | 09.   | 678    |
| 2013/14 | 27.   | 281    |
| 2014/15 | 21.   | 347    |
| 2015/16 | 52.   | 024    |

### Grand-Prix-Platzierungen
| Saison | Platz | Punkte |
| ------ | ----- | ------ |
| 2001   | 59.   | 003    |
| 2002   | 30.   | 032    |
| 2003   | 21.   | 046    |
| 2004   | 08.   | 192    |
| 2005   | 10.   | 162    |
| 2006   | 35.   | 072    |
| 2007   | 11.   | 198    |
| 2008   | 09.   | 227    |
| 2009   | 33.   | 049    |
| 2010   | 28.   | 071    |
| 2011   | 30.   | 081    |
| 2012   | 16.   | 127    |
| 2013   | 13.   | 183    |
| 2014   | 21.   | 102    |
| 2015   | 22.   | 132    |